# Carl Davis (Produtor)
Carl H. Davis (Chicago, 19 de setembro de 1934 — Summerville, Carolina do Sul, 9 de agosto de 2012) foi um produtor musical norte-americano.

## Biografia
Começou a sua carreira como sendo um dos primeiro afro-americanos a produzir alguns dos clássicos da Okeh Records, uma subsidiária da Columbia Records. 
A sua primeira canção multi-milionária foi em 1962 com Gene Chandler e a sua "Duke of Earl". Outros êxitos e seguiram: Jackie Wilson em 1967 com "Your Love Keeps Lifting Me) Higher and Higher", depois com Major Lance e a sua "Monkey Time" gravada em 1963 e ainda a balada de The Chi-Lites de 1972, chamada "Oh Girl".
Davis e a sua mulher Dedra Davis tinham-se mudado de Chicago para a Carolina do Sul em 2009.
Sofria de doença pulmonar.